# Gábris Gyula
Gábris Gyula (1942) magyar geográfus, földrajztudós, egyetemi tanár, az Országos Doktori Tanács tagja, a Magyar Tudományos Akadémia doktora. A geomorfológia és a negyedidőszak-kutatás jelentős tudósa. 1993 és 2007 között az ELTE Természettudományi Karán a Természetföldrajzi Tanszék vezetője volt, 2013 és 2017 között pedig a Magyar Földrajzi Társaság elnöki tisztségét töltötte be.

## Munkássága
Kutatási területe a geomorfológia, ezen belül a folyóvízi erózió, teraszkutatás és a deflációs periódusok vizsgálata. Számos munkát jelentetett meg a holocén–későglaciális paleohidrológia és -hidrográfia, lösz- és negyedidőszak-kutatás területén belül. Műveit magyar és angol nyelven publikálja.

## Díjai, elismerései
- MNK Minisztertanácsa: „Kiváló munkáért” érem (1985)
- Magyar Földrajzi Társaság: Pro Geográfia oklevél (1982)
- Magyar Földrajzi Társaság: Teleki Sámuel érem (1989)
- Magyar Földrajzi Társaság: Tiszteleti tag (2004)
- Magyar Földrajzi Társaság: Lóczy Lajos-emlékérem (2008)
- Tudományos Ismeretterjesztő Társulat: Országos Elnökség elismerő oklevele (1986)
- Tudományos Ismeretterjesztő Társulat: Kiváló ismeretterjesztésért emlékérem (1990)
- Magyar Természettudományi Társulat: Bugát – Szentágotai emlékérem (2001)
- Magyar Természettudományi Társulat: Teleki Pál emlékérem (2004)
- Nevét viseli a 221853 Gábrisgyula kisbolygó.[2]

## Tisztségek
- ELTE Földtudományi Szakterületi Professzori Tanács elnöke
- ELTE TTK Kari Doktori Tanács tagja
- ELTE Földtudományi Doktori Iskola vezetője
- MTA Doktori Tanács tagja
- MTA Közgyűlési doktor képviselő
- MTA Bolyai János kuratórium: Földtudományi szakértői kollégium tagja
- OTKA Földtudomány II. zsűri tagja
- Magyar Természettudományi Társulat, Földtudományi Szakosztály elnöke

## Főbb publikációi

### Egyetemi jegyzetek, tankönyvek
Tankönyvei, illetve azon művek melyekben társszerzőként közreműködött a következők:
- A topográfiai térkép és a vízrajzi kutatás; Felszínalatti vizek – Tankönyvkiadó, Budapest (1975)
- Regionális természetföldrajzi gyakorlatok I. Európa – Tankönyvkiadó, Budapest (1975)
- Csillagászati földrajz – Tankönyvkiadó, Budapest (1977)
- Szemelvények a földrajz természet- és társadalomtudományi alapjainak tanulmányozásához – Tankönyvkiadó, Budapest (1977)
- Éghajlati felszínalaktan I. Periglaciális geomorfológia – Tankönyvkiadó, Budapest (1991)
- Regionális természetföldrajzi gyakorlatok III – Tankönyvkiadó, Budapest (1992)
- Fejezetek a klimatikus geomorfológiából – JGYTKF Kiadó, Szeged (1993)
- Regionális természetföldrajzi atlasz, Európa – ELTE Eötvös Kiadó, Budapest (1998)
- Ausztrália és Óceánia természeti viszonyai – in: Probáld Ferenc (szerk.): Ázsia, Ausztrália és Óceánia földrajza - ELTE Eötvös Kiadó, Budapest (1998)
- Csillagászati földrajz (Hatodik, átdolgozott kiadás) – Tankönyvkiadó, Budapest (1998)
- Regionális természetföldrajzi atlasz, Tengerentúli világrészek – ELTE Eötvös Kiadó, Budapest (1999)
- Afrika természetföldrajza – in: Probáld Ferenc (szerk.) Afrika és a Közel-Kelet földrajza. - ELTE Eötvös Kiadó, Budapest (2002)
- Földfelszín és éghajlat. A felszínalaktan összegzése – ELTE Eötvös Kiadó, Budapest (2007)
- Európa regionális földrajza I – ELTE Eötvös kiadó, Budapest (2007)

### Szakcikkek
Különböző magyar nyelvű, valamint külföldi folyóiratokban megjelent jelentősebb cikkei a következők:
- A folyóvízi felszínalakítás módosulásai a hazai későglaciális–holocén őskörnyezet változásainak tükrében - Földrajzi Közlemények 119. (43) pp. 3–10. (1995)
- Geochronology of Middle and Upper Pleistocene loess sections in Hungary - Quaternary Research, 48. pp. 291–312. (1997)
- History of environmental changes from the Last Glacial period in Hungary - Praehistoria 3. pp. 9–22. (2002)
- Upsilting of the floodplain of the Tisza River and the geomorphologic basis of the formation of deposits (A tiszai hullámtér feltöltődésének kérdése és az üledékképződés geomorfológiai alapjai) - Vízügyi Közlemények, 84. pp. 305–322. (2002)
- Land use change and gully formation over the last 200 years in a hilly catchment - Catena, 50. pp. 151–164. (2003)
- Ages of periods of sand movement in Hungary determined through luminescence measurements - Quaternary International 111. pp. 91–100. (2003)
- A földtörténet utolsó 30 ezer évének szakaszai és a futóhomok mozgásának főbb periódusai Magyarországon - Földrajzi Közlemények, 127 (51). pp. 1–14. (2003)
- Long-term fluvial archives in Hungary: response of the Danube and Tisza rivers to tectonic movements and climatic changes during the Quaternary: a review - Quaternary Sci. Reviews, 26/22-24. pp. 2758–2782. (2007)
- Estimation of water conductivity of the natural flood channels on the Tisza flood-plain, the Great Hungarian Plain - Geomorphology, (2007)